# Tomás Abel Carrasco Cortés
Tomás Abel Carrasco Cortés (ur. 13 listopada 1970 w Santa Bárbara) – chilijski duchowny katolicki, biskup diecezjalny San Juan Bautista de Calama od 2023.

## Życiorys

### Prezbiterat
Święcenia kapłańskie otrzymał 31 października 2001 i został inkardynowany do diecezji Los Ángeles. Po święceniach został wikariuszem w Tucapel, a w latach 2006–2017 był tam proboszczem. W 2017 przeniesiony do parafii Świętej Rodziny w Los Ángeles.

### Episkopat
24 maja 2023 papież Franciszek mianował go biskupem diecezji San Juan Bautista de Calama. Sakry udzielił mu 18 sierpnia 2023 nuncjusz apostolski w Chile – arcybiskup Alberto Ortega Martín.